# قائمة رموز السلامة في مختبر الكيمياء
الكيمياء هو علم المادة وتحديدًا فهو علم يدرس خواص المادة، وبنيتها، وتركيبها، وسلوكها، وتفاعلاتها، ووتداخلاتها التي تحدثها. وبما أن الكيمياء يدرس المواد، فإن بعضًا من تلكم المواد قد تكون خطرة. وهنا توجد قائمة برموز السلامة المختبرية.

## القائمة
| اسم الرمز                   | صورة الرمز                              | المخاطر                                                                           | الأمثلة                                                                                             | الاحتياطات                                                           |
| --------------------------- | --------------------------------------- | --------------------------------------------------------------------------------- | --------------------------------------------------------------------------------------------------- | -------------------------------------------------------------------- |
| التخلص من المواد            |                                         |                                                                                   | بعض المواد الكيميائية، وبعض المخلوقات الحية                                                         | لا تتخلص من هذه المواد في المغسلة أو في سلة المهملات                 |
| مواد حية                    | ، الأنسجة غير المحفوظة، المواد النباتية | تجنب ملامسة الجلد لهذه المواد، والبس قناعًا (كمامة)، وقفازات                       | |                                                                      |
| درجة حرارة مرتفعة أو منخفضة |                                         | أشياء قد تحرق الجلد، بسبب حرارتها أو برودتها الشديدين                             | غليان السوائل، السخانات الكهربائية، الجليد الجاف، النيتروجين السائل                                 | استعمال قفازات واقية                                                 |
| أجسام حادة                  |                                         | استعمال الأدوات والزجاجيات التي تجرح الجلد بسهولة                                 | مقصات، شفرات، سكاكين، أدوات مُدبَّبة، أدوات التشريح، زجاج مكسور                                        | تجنب لمس الجسم الحاد من طرف المُسنن أو الحاد                          |
| أبخرة                       |                                         | خطر مُحتمل على الجهاز التنفسي من الأبخرة                                           | أمونيا، أسيتون، كبريت ساخن، كرات العث                                                               | تأكد من وجود تهوية جيدة، ولا تشم الأبخرة مباشرةً، وارتدِ قناعًا (كمامة) |
| كهرباء                      |                                         | خطر مُحتمل من الصعقة الكهربائية أو الحريق                                          | تأريض غير صحيح، سوائل منسكبة، أسلاك مُعرَّاة                                                           | تأكَّد من التوصيلات الكهربائية للأجهزة                                 |
| مواد مُهيِّجة                  |                                         | مواد قد تُهيج الجلد أو الغشاء المخاطي للقناة التنفسية                              | حبوب اللقاح، كراث العث، سلك المواعين، ألياف الزجاج، برمنجنات البوتاسيوم                             | ارتدِ قناعًا (كمامة) واقيًا من الغبار وقفازات                           |
| مواد كيميائية               |                                         | التفاعل مع الأنسجة والمواد الأخرى وإتلافها                                        | المبيضات مثل فوق أكسيد الهيدروجين، والأحماض كحمض الكبريتيك، والقواعد كالأمونيا، وهيدروكسيد الصوديوم | ارتد نظارات واقية، وقفازات، والبس معطف المختبر                       |
| مواد سامة                   | ، النباتات السامة                       |                                                                                   | |                                                                      |
| مواد قابلة للاشتعال         |                                         | المواد الكيميائية التي يسهل اشتعالها بوساطة اللهب أو الشرر، أو عند تعرضها للحرارة | الكحول، الكيروسين، الأسيتون، برمنجنات البوتاسيوم، الملابس، الشعر                                    | تجنب مناطق اللهب المشتعل عند استخدام هذه الكيماويات                  |
| لهب مشتعل                   |                                         | ترك اللهب مفتوحًا بسبب الحريق                                                      | الشعر، الملابس، الورق، المواد القابلة للاشتعال                                                      | اربط الشعر للخلف، ولا تلبس ملابس فضفاضة                              |

| اسم الرمز       | صورة الرمز | معنى الرمز                                                                             |
| --------------- | ---------- | -------------------------------------------------------------------------------------- |
| سلامة العين     |            | يجب ارتداء نظارات واقية                                                                |
| وقاية الملابس   |            | يظهر هذا الرمز على عبوات المواد التي يمكن أن تُبقِّع الملابس أو تحرقها                    |
| سلامة الحيوانات |            | يُشير هذا الرمز للتأكيد على سلامة الحيوانات                                             |
| نشاط إشعاعي     |            | يظهر هذا الرمز عند استعمال مواد مُشعة                                                   |
| غسل اليدين      |            | يُشير هذا الرمز لأهمية غسل اليدين بعد كل تجربة بالماء والصابون قبل نزع النظارات الواقية |

## طالع أيضًا
- قائمة أدوات مختبر الكيمياء